# Hont vármegye

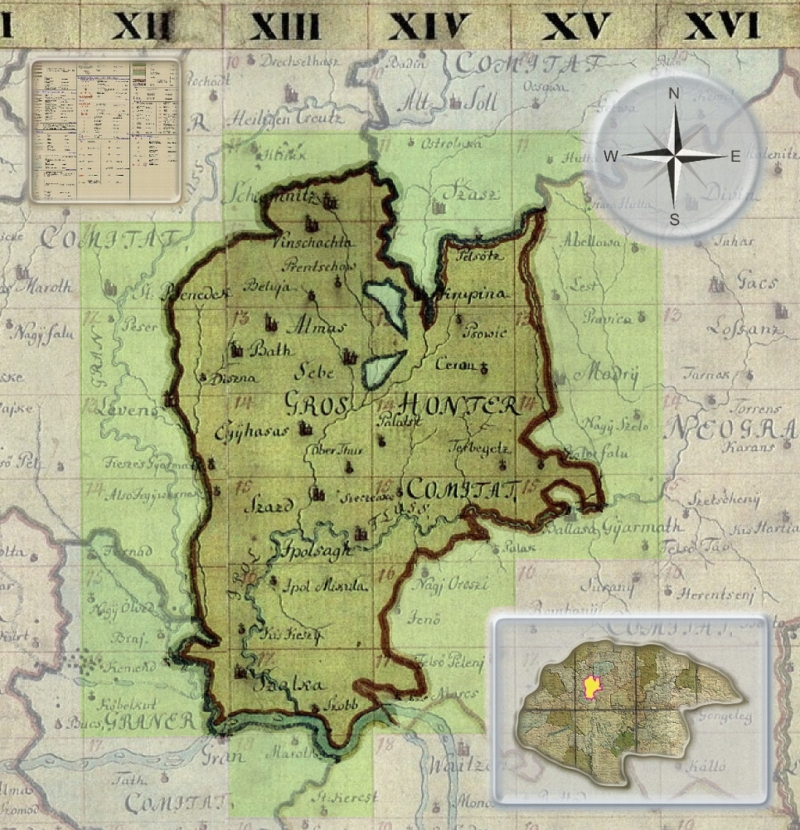
Hont vmegye az első katonai felmérés térképén, 1780 körül

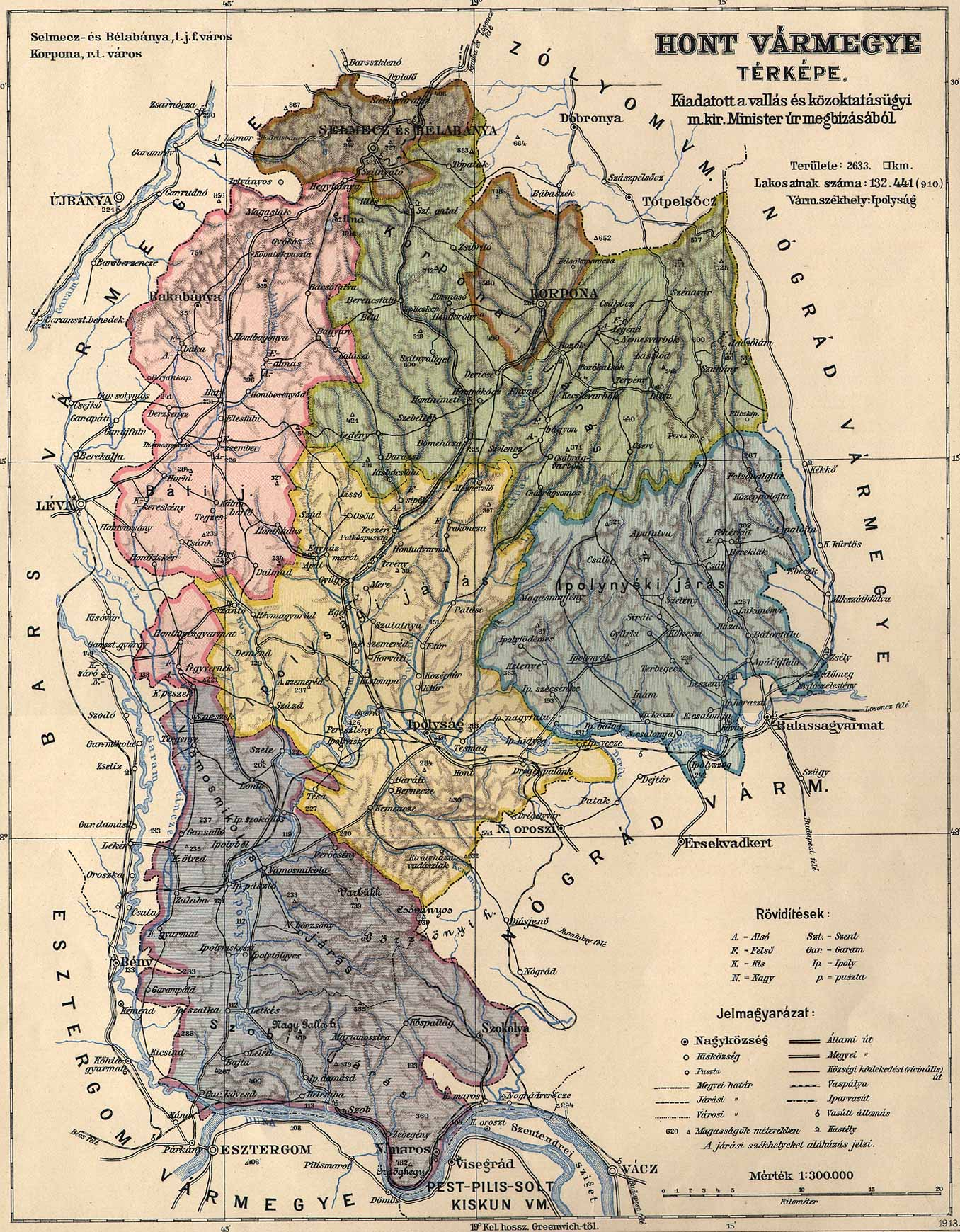
Hont vármegye közigazgatási térképe 1910-ből

Hont vármegye (szlovákul és németül: Hont; latinul: Hontiensis, Honthiensis, Hontensis, Honthum) közigazgatási egység volt a Magyar Királyság északi részén. A vármegye legnagyobb része ma Szlovákiához, kis része Magyarországhoz tartozik.
Névadója  és első ispánja Hont-Pázmány nemzetség egyik névadó őse, Hont (Hunt) lovag.

## Földrajza
A vármegye területének legnagyobb része hegyes, csak az Ipoly völgyében található síkság. A hegységek az Északi-Kárpátok csoportjai, a Selmecbányai-hegység, az Osztroski-hegység. 
Északról Bars és Zólyom vármegyék, keletről Nógrád vármegye, délről Esztergom és Pest-Pilis-Solt-Kiskun vármegyék, nyugatról pedig Bars és Esztergom vármegyék határolták.

## Történelem
Hont vármegye a 11. században vált le a vele szomszédos Nógrád vármegyétől. Az 1300-as évek elején hozzácsatolták a Kis-Hont nevű régiót, amely 1802-ig volt része, akkor egyesült Gömörrel és létrejött Gömör és Kis-Hont vármegye, amelynek székhelye Rimaszombat lett.
1552 és 1685 között a vármegye az Oszmán Birodalom fennhatósága alatt állt és a Nógrád szandzsákhoz tartozott.
1920-ban a vármegye északi, nagyobb része Csehszlovákiához került, a déli rész továbbra is Magyarországnál maradt. A Csehszlovákiához tartozó rész 1923-ig önálló megyeként tovább működött, 1923–1928 között Zólyom megyéhez tartozott, 1928 után viszont megszűntek a megyék Szlovákia területén. A Magyarországhoz tartozó rész először tovább működött Nagymaros székhellyel, majd 1923-tól 1938-ig Nógrád és Hont k.e.e. vármegye része volt.
Az első bécsi döntés 1938-ban Hont területének nagy részét Magyarországnak ítélte, ekkor jött létre Bars és Hont k.e.e. vármegye, amely 1945-ig létezett. A Csehszlovákiánál, majd Szlovákiánál maradt rész az 1938-ban az 1928 előtti Zólyom megye helyébe lépő Garam megye része lett.
A második világháború után helyreállt az 1938 előtti országhatár, és a magyarországi rész Nógrád-Hont vármegye része lett, majd nagy része 1950-től Pest megyébe olvadt be.

## Közigazgatás
Hont vármegye a 20. század elején hat járásra volt felosztva:
- Báti járás, székhelye Bát
- Ipolynyéki járás, székhelye Ipolynyék
- Ipolysági járás, székhelye Ipolyság
- Korponai járás, székhelye Korpona
- Szobi járás, székhelye Szob
- Vámosmikolai járás, székhelye Vámosmikola[2] (1907-ben alakult)

A megyéhez tartozott ezen kívül Korpona rendezett tanácsú város.

## Lakosság
1896-ban összesen 132 500 lakosa volt, ebből:
- 58 155 magyar (43,89%)
- 56 529 szlovák (42,66%)
- 7602 német (5,73%)
- 737 egyéb (0,55%)

## Főispánok 1525-ig[1]
1001 – Hont (Hunt),
1156 – German,
1237 – 1239  - Lukács,
1247 – Márk,
1267 előtt - 1267 – Péter,
1269 – Hedrik,
1275 – 1278 – Demeter,
1291 – 1292 – Bogomér,
1298 – János,
1300 – Kemin curialis comes, első oklevél, 
1313 – Péter,  
1322 – Márk,
1322 – 1325 – Balázs,
1328 – János,
1329 – 1340 – Miklós,
1340 – 1346 – Moronchuk,
1350 – 1359 – Gilétfi Domonkos,
1375 – Nelepec fia Iván,
1376 – 1385 – Balázs,
1379 – Treutel  János, volt szörényi bán,
1389 – Szécsényi Frank és Simon,
1396 – Miklós,
1406 – Tar Lőrinc,
1409 – Gyarmathy László,
1437 körül – Arani Miklós,
1454 – Szécsényi László, 
1506 – 1510  – Szoby Mihály, 

### Alispánok 1525-ig[1]
1325 – Cholnok,
1332 – János,
1343 előtt – Orrós Miklós,
1344 – János,
1347 – 1348 – Pál,
1351 – 1353 – Demeter,
1355 – Imre,
1361 – 1365 – Kürthy Antal,
1367 – Leszenyei Chako Pál,
1369 – Kürthy Antal,
1372 – Mata fia Miklós,
1382 – Bank, 
1392 – 1393 – Muslay Jakab,
1404 – Rohman Imre, 
1406 – 1407 – Gyallay Pál,
1408 – Koth Miklós,
1410 – Gyallay Pál
1411 – 1413 – Koth Miklós,
1414 – Fejes János és Maróthy János,
1417 – Fejes János és Szudy Zsigmond,
1418 – Szalatnay János, Thury Domonkos, Szudy Zsigmond,
1423 – Kürthy András és Szudy Zsigmond,
1424 – Szekellőy János  és Szalatnay Simon,
1426 – Sáffár Tamás és Valkay János,
1427 – M...tha István és Szenterzsébeti Imre,
1427 – Valkay  János,
1429 – 1430 – Berneczei Simon,
1431 – Piry Miklós,
1431 – 1432 – Szenterzsébeti Imre,
1434 – Szügyi Orbonáz András, Piry Miklós,
1436 – Csehy Balázs,
1437 – Hathy Ferenc és Libercsey Simon,
1438 – Balasethy Nagy Pál,
1447 – Kéry Benedek,
1448 – Balogi Lökös Simon és Simonyi György,
1450 – Kormos Ambrus, Darasy Péter, Dalyo Mihály,
1451 – Kormos Ambrus, Dersenyey Miklós, Dalyo Mihály,
1454 – 1455 – Szelényi Tamás és Zsembery Gergely,
1457 – Küstössy Zarka Gergely,
1462 – Dalyo Mihály, Csehy Miklós,
1462 – 1464 – Csehy  Miklós, Királyfiay Péter,
1464 – Csehy  Miklós, Horhy Miklós,
1465 – Csehy  Miklós,  Palásthy Domonkos,
1465 – 1466 – Maróthy  György,
1467 – 1468 – György, Leszenyei Chako Pál,
1467 – 1471 – Deméndy Péter,
1472 – Nyéky Imre,
1473 – Nyéky Imre, Bory Osvald,
1474 – Nyéky Imre,
1475 – Nyéky Imre,  Varsányi Benedek,
1478 – Darasy Simon,
1479 – 1484 – Darasy  Simon, Csery  Miklós,
1484 – Csery  Miklós, Maróthy Péter,
1486 – Dalmadi Horváth János, Kürthy Uriel,
1486 – 1490 körül - Dalmadi Horváth János, Leszenyei Chako János,
1491 – Luka György,
1492 – Luka György, Kalonday György,
1493 – Csery Antal, Palásthy Paska János,
1494 – Csery Antal, Palásthy Paska János, Baloghy István,
1495 – Csery Antal, Palásthy Paska János,
1496 – Csery Antal,
1497 – Csery Antal, Baloghy István, Piry Bertalan,
1498 – Palásthy Paska János,
1499 – 1501 – Kalonday György, Teszéry Péter,
1502 – 1503 – Kalonday György, Baloghy István,
1504 – 1510 – Kalonday Péter,  Csehy  Joakim, Teszéry Péter,
1511 – 1513 – Kóváry Pál,
1516 – Szalatnay Jakab,
1516 – 1522 – Kóváry Pál, Sipeky László,
1523 – 1525 – Kóváry Pál,